# Mélisande (cràter)
Mélisande és un cràter de l'asteroide del tipus Amor (433) Eros, situat amb el sistema de coordenades planetocèntriques a 67.1 ° de latitud nord i 185.6 ° de longitud est. Fa un diàmetre d'un km. El nom va ser fet oficial per la UAI l'any 2003 i fa referència Mélisande, protagonista del drama simbolista Pelléas et Mélisande de Maurice Maeterlinck (Bèlgica, 1892).